# マインツ市電
マインツ市電（ドイツ語: Straßenbahn Mainz）は、ドイツの都市・マインツ市内に路線網を有する路面電車。2022年現在は路線バスと共に、マインツ交通会社（Mainzer Verkehrsgesellschaft mbH、MVG）が「マインツ・モビリタット（Mainzer Mobilität）」というブランド名で運営を行っている。

## 歴史

### 馬車鉄道・蒸気鉄道時代
19世紀後半、ドイツの各都市では鉄道駅が存在する郊外と市内中心部の連絡を始めとする様々な形での公共交通機関の需要が高まっていた。マインツも例外ではなく、1870年代以降乗合馬車をはじめとした公共交通機関の導入が検討されるようになり、一部は実際に運行が実施されたが短期間に終わった。その中で1880年代に入ると馬車鉄道を望む声が高まり、1882年に実施された最初の入札は失敗に終わったものの、再度実施された入札権をベルリンの企業が獲得した事で翌1883年にマインツ市議会は馬車鉄道の建設を認可した。そして工事は順調に進み、同年9月27日に最初の路線が営業運転を開始した。その後は路線網を拡大し、1896年にはライン川を渡る路線も開通した。1898年時点での馬車鉄道の営業キロは9.8 kmを記録した。
一方、それに先立つ1880年代、実業家のヘルマン・バッハシュタイン率いるコンソーシアムがマインツ市議会に対し、蒸気機関車（スチームトラム）を用い郊外の各地域を結ぶ路面軌道の建設を提案した。この計画の受理は馬車鉄道との並行路線の存在による懸念から難航したが、馬車鉄道の運営組織の経営者が自身の株をコンソーシアムに譲渡した事で動き出し、1889年にマインツ市議会の間で契約が締結された。蒸気鉄道が開通したのは1891年8月12日で、それ以降マインツ市内には馬車鉄道と蒸気鉄道が併存する時代が続いた。その後、運営権はコンソーシアムの子会社として設立された南ドイツ鉄道会社（Süddeutschen Eisenbahn-Gesellschaft、SEG）へと移管している。

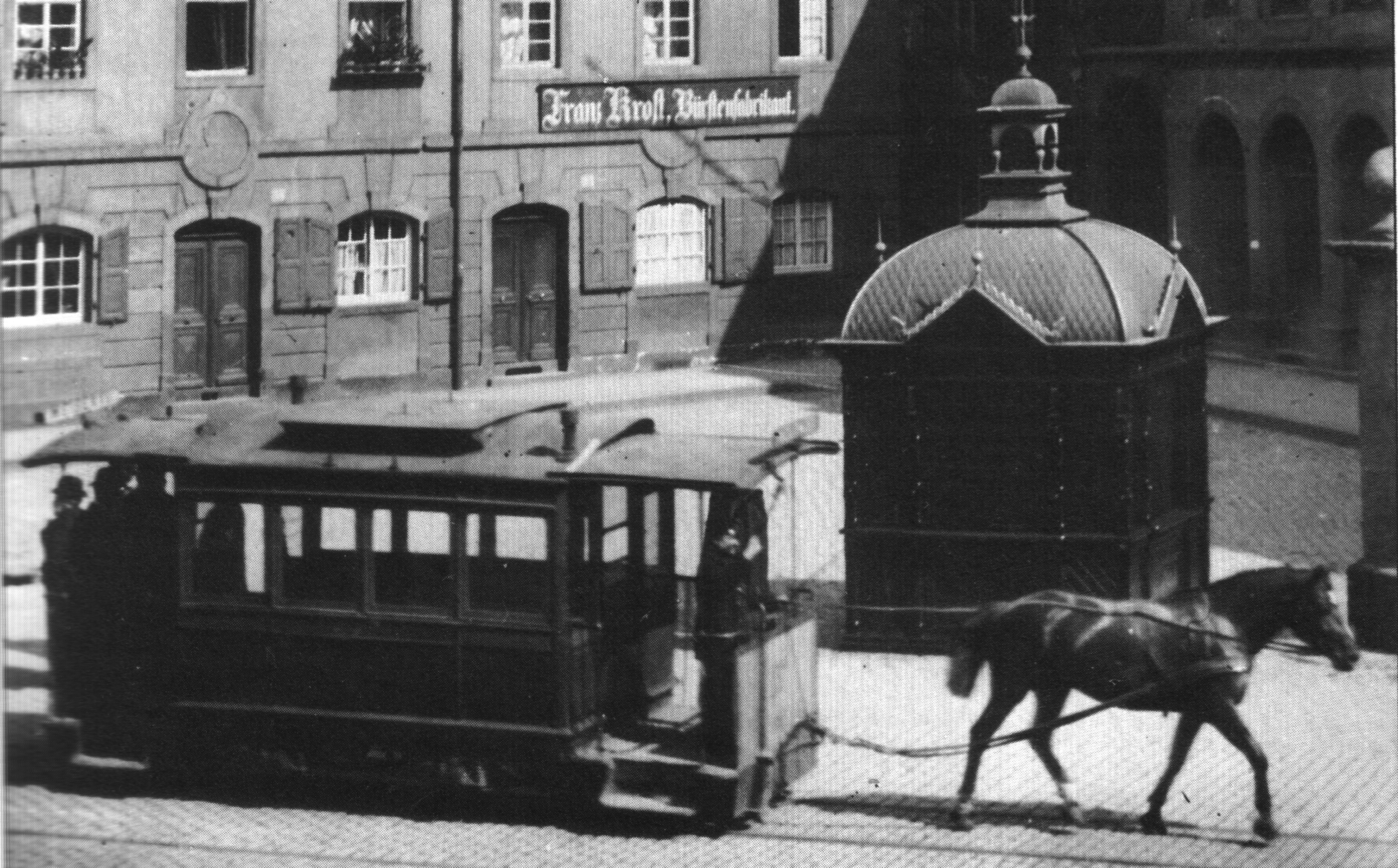
マインツの馬車鉄道
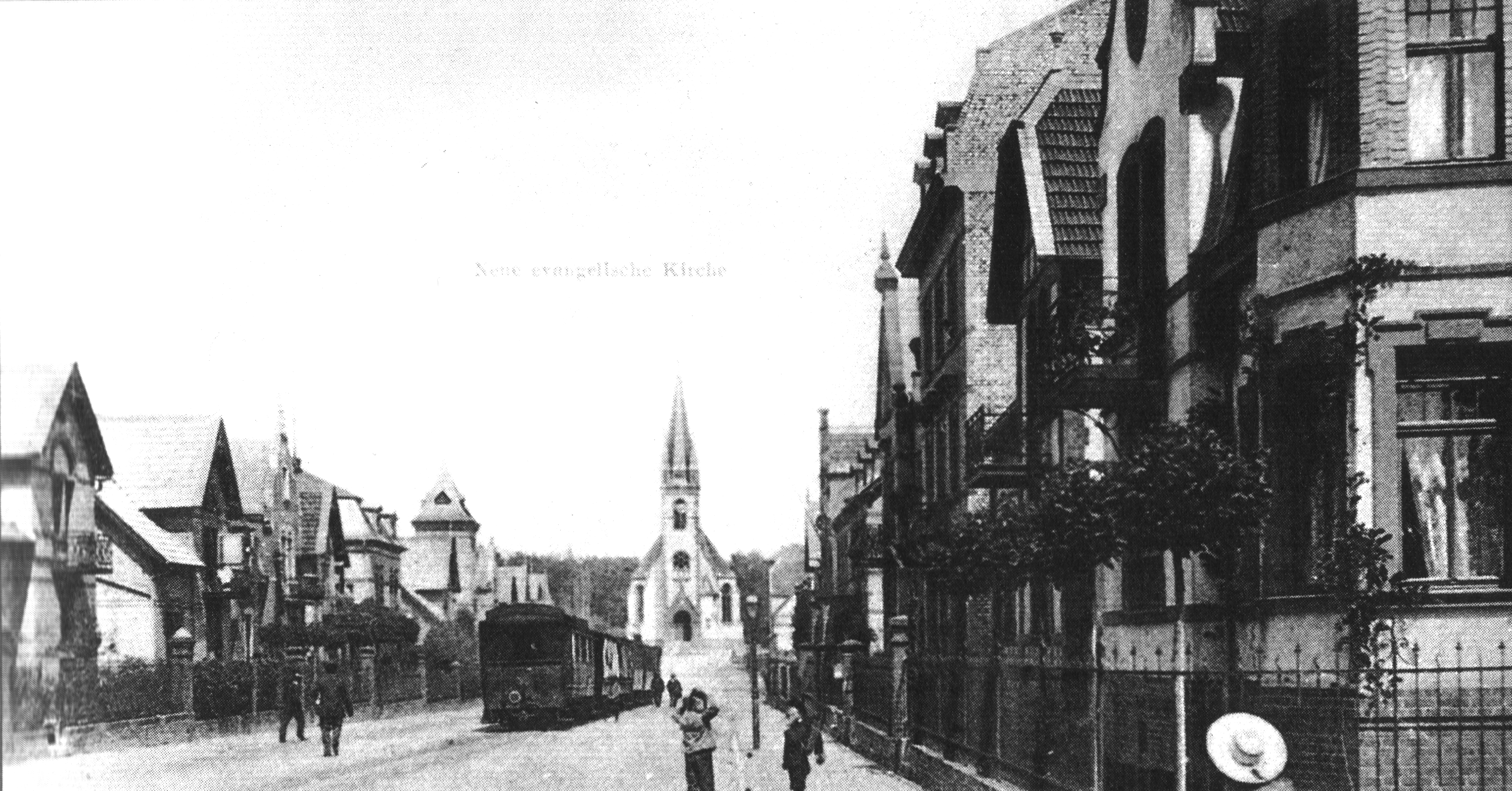
マインツの蒸気軌道（1903年撮影）

### 第二次世界大戦まで
1904年4月、SEGが運営したマインツ市内の馬車鉄道はマインツ市によって買収された。これは路線網の電化を前提にしたものであり、同年7月15日にマインツ初の路面電車路線が開通した。続けて9月1日にマインツ中央駅と接続する環状線の電化が行われ、従来の馬車鉄道は12月31日をもって運行を終了した。また、路面電車開通に合わせて新たな車庫の建設も実施された。
その後、1900年代の間に路面電車網は更なる拡大を続けたが、第一次世界大戦勃発によりその動きは中断し、徴兵による人員不足のため女性運転士や女性車掌の雇用も行われた。一方、その間もSEGはマインツ郊外でスチームトラムを用いた路面軌道の運営を続けていたが、1915年にマインツ市との間にこれらの路線の公営化と電化に関する契約が結ばれ、1919年の公営化を経て、1922年から1923年にかけて電化が実施された。これらに加えて1920年代以降は路面電車の路線の延伸が幾つか実施され、1927年には全長39.6 km、年間利用客数1,600万人を記録した。これがマインツ市電における最大規模の路線網であり、これ以上の拡張は世界恐慌の影響で行われず、公共交通機関の需要は路線バスの系統増設によって賄われた。

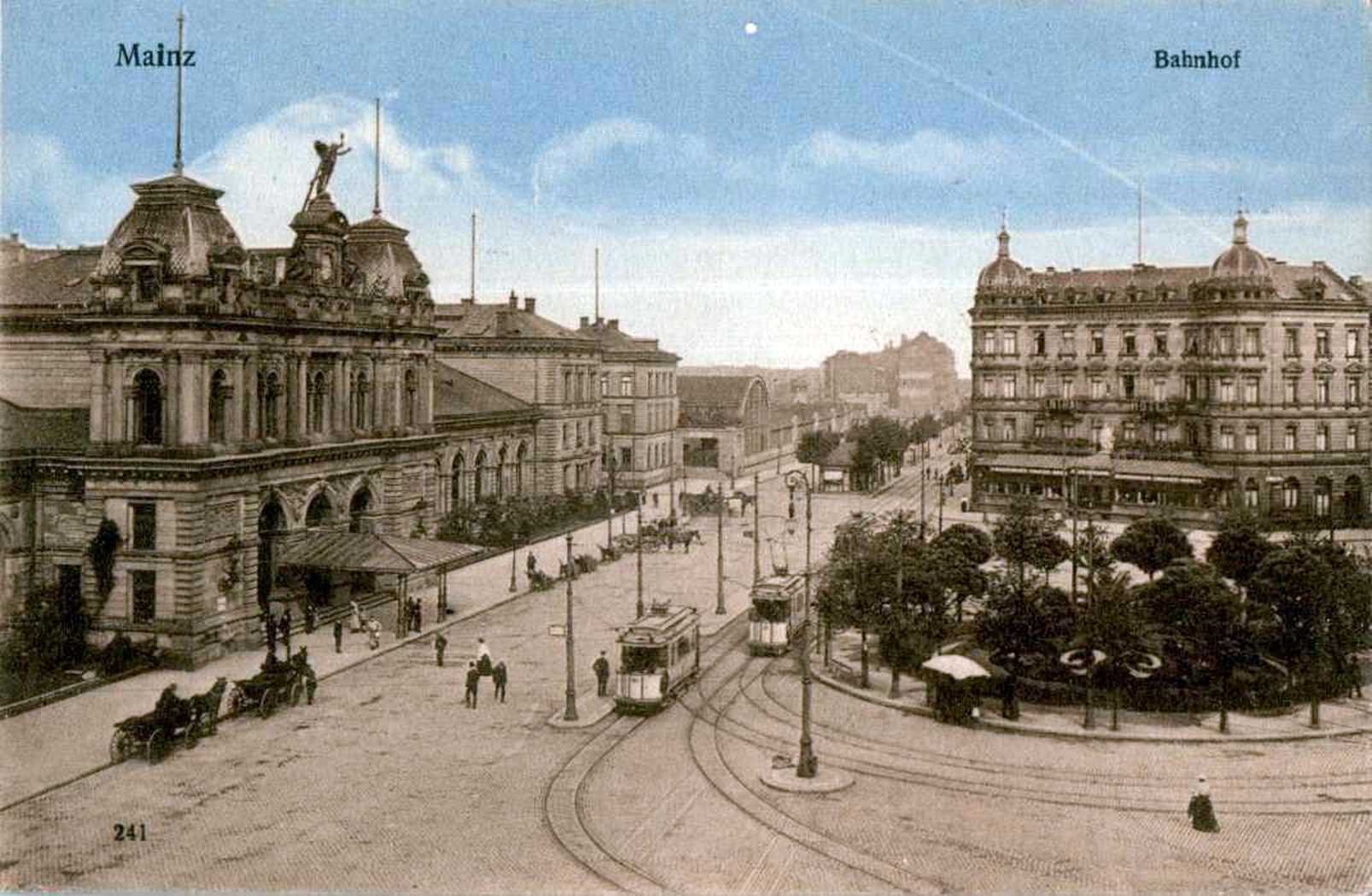
1910年代のマインツ市電
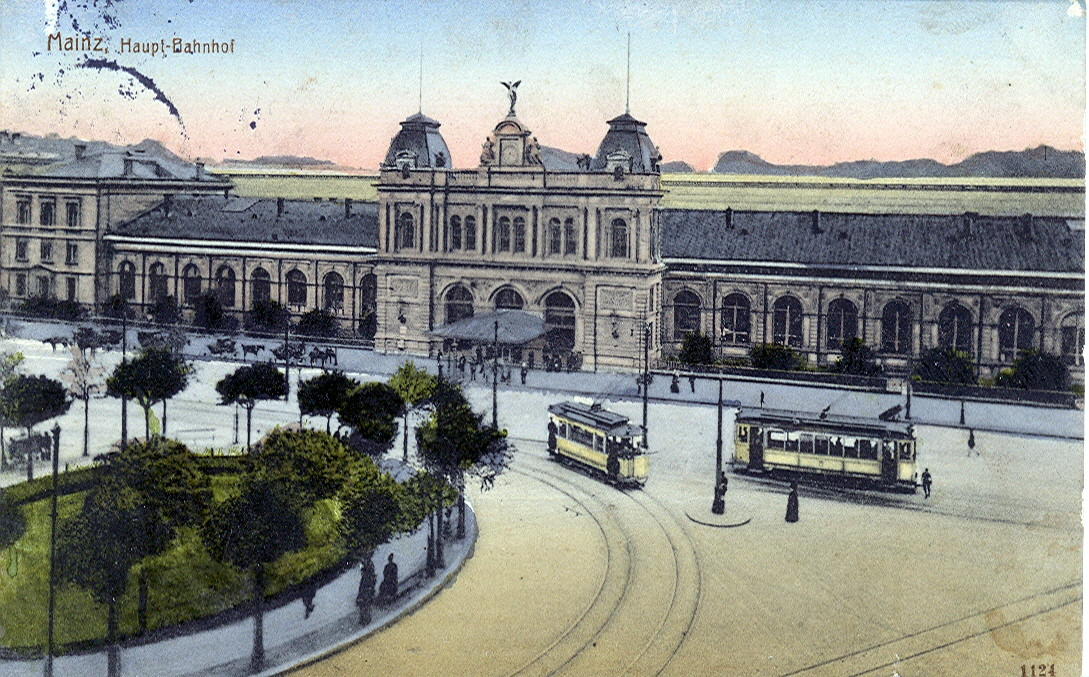
1910年代のマインツ市電を描いた絵葉書

第二次世界大戦中、路面電車は重要な交通機関と位置付けられたが、徴兵による人員不足や燃料不足を起因とした電力不足などで営業運転は困難を強いられた。そして度重なる空襲で路面電車は甚大な被害を受け、特に1944年12月の空襲では車庫や修理工場、これらの場所に停車していた車両が壊滅的な被害を受け、各所の橋梁を始めとした路線も同じ状況となった。その結果終戦時には全系統が運休する事態になり、終戦後の1940年代後半は復旧に労力が費やされた。

### 第二次世界大戦後
戦争中に破壊されたライン川を渡るライン橋が再建された1950年の時点で、マインツ市内の路面電車は9系統（1 - 3、5 - 10号線）を有していたが、翌1951年にライン橋を渡りヴィースバーデンやシールシュタインへ向かう区間の路線バスへの転換が決定し、1955年に廃止されたのを皮切りに路線網の縮小が始まった。特に1958年に将来的に路面電車を路線バスへ置き換える方針が確定した事で廃止の動きは加速し、1965年には僅か3系統（8、10、11号線）を残すのみとなった。

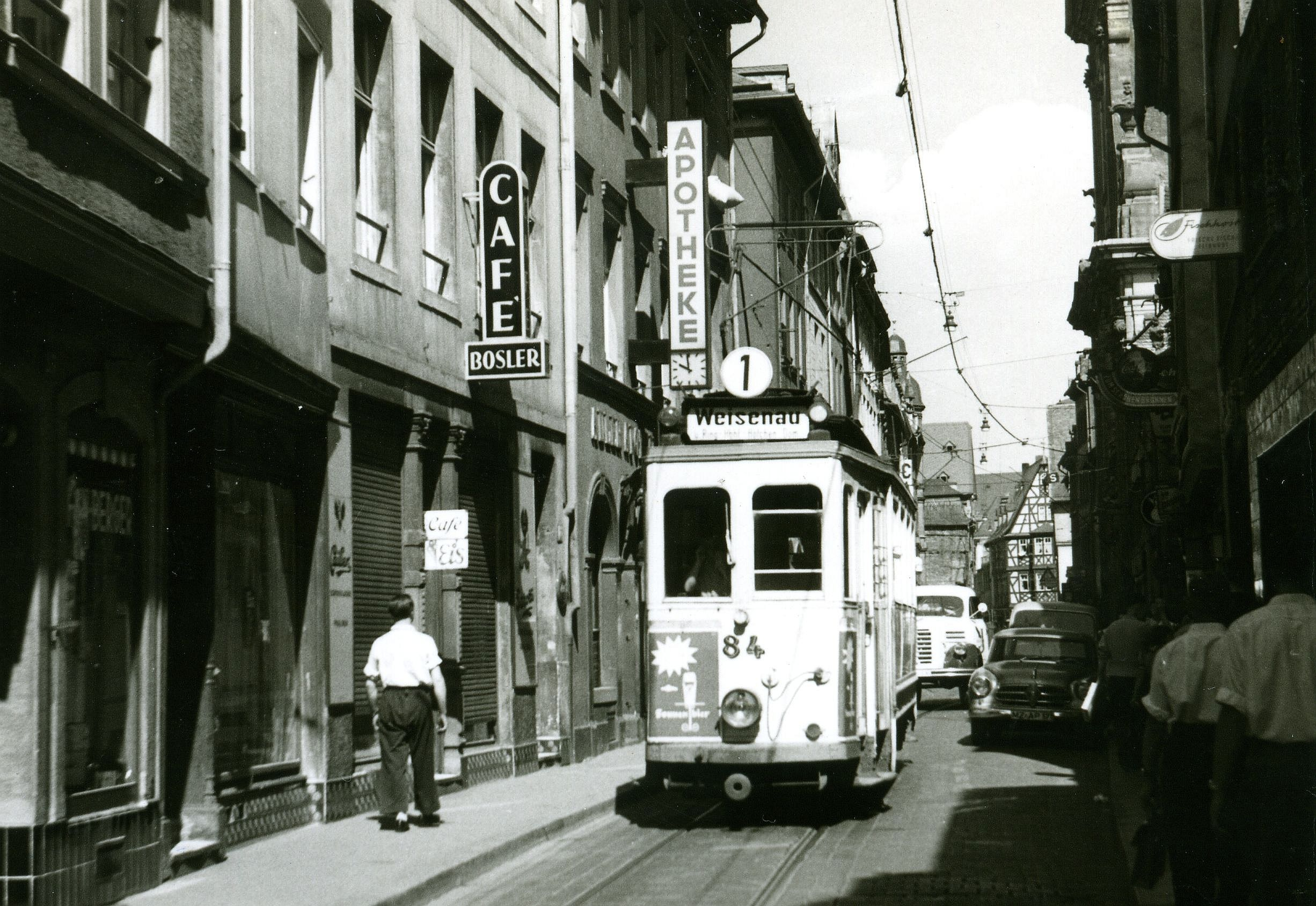
1950年代のマインツ市電（1959年撮影）

その後、新興住宅地へのアクセス路線として1977年7月に全長1.1 kmの延伸が行われた他、1989年には更にそこからヘクツハイム（Hechtsheim）の開発地域への延伸（全長1.7 km）が実施された。そして1993年、マインツ市議会は新型電車導入や既存の路線の複線化、さらなる路線拡張などの計画を了承し、路面電車の存続を決議した。この決議は翌1994年の地方選挙の焦点になったものの、存続派が多数を占めたため覆る事はなかった。1997年11月には前述したヘクツハイム開発地域への延伸プロジェクトに絡む全長400 mの新規路線が開通した一方、利用客が減少していたインゲルハイマー・アウエ（Ingelheimer Aue）方面の区間については廃止が実施されている。
以降は路線の複線化や線形改良といった工事が順次行われている他、2010年代以降路面電車の路線網の拡大が行われている。その中で最も規模が大きかったのは、マインツ中央駅西口から大学やコファス・アレーナなどを経由し、レルヒェンベルク（Lerchenberg）まで結ぶマインツェルバーン（Mainzelbahn）と呼ばれる全長9.2 kmの延伸区間である。2012年にプロジェクトが承認された後2014年11月に建設が始まり、2016年12月11日から営業運転を開始したこの区間は、年間約500万人が利用するという当初の想定を上回り、開通前に同区間を走行していた路線バス以上の利用客数を記録している他、路面電車全体の収入増加にも貢献している。
その後も2017年にはツォルハーフェン（Zollhafen）へ向かう全長500 mの延伸が実施され、合わせて新系統「59号線」の設定も行われた。今後もマインツ市は路面電車の路線網を更に拡大する方針をとっており、2020年代以降の開通を目指して複数の延伸案が検討されている。

建設中のマインツェルバーン（2016年撮影）
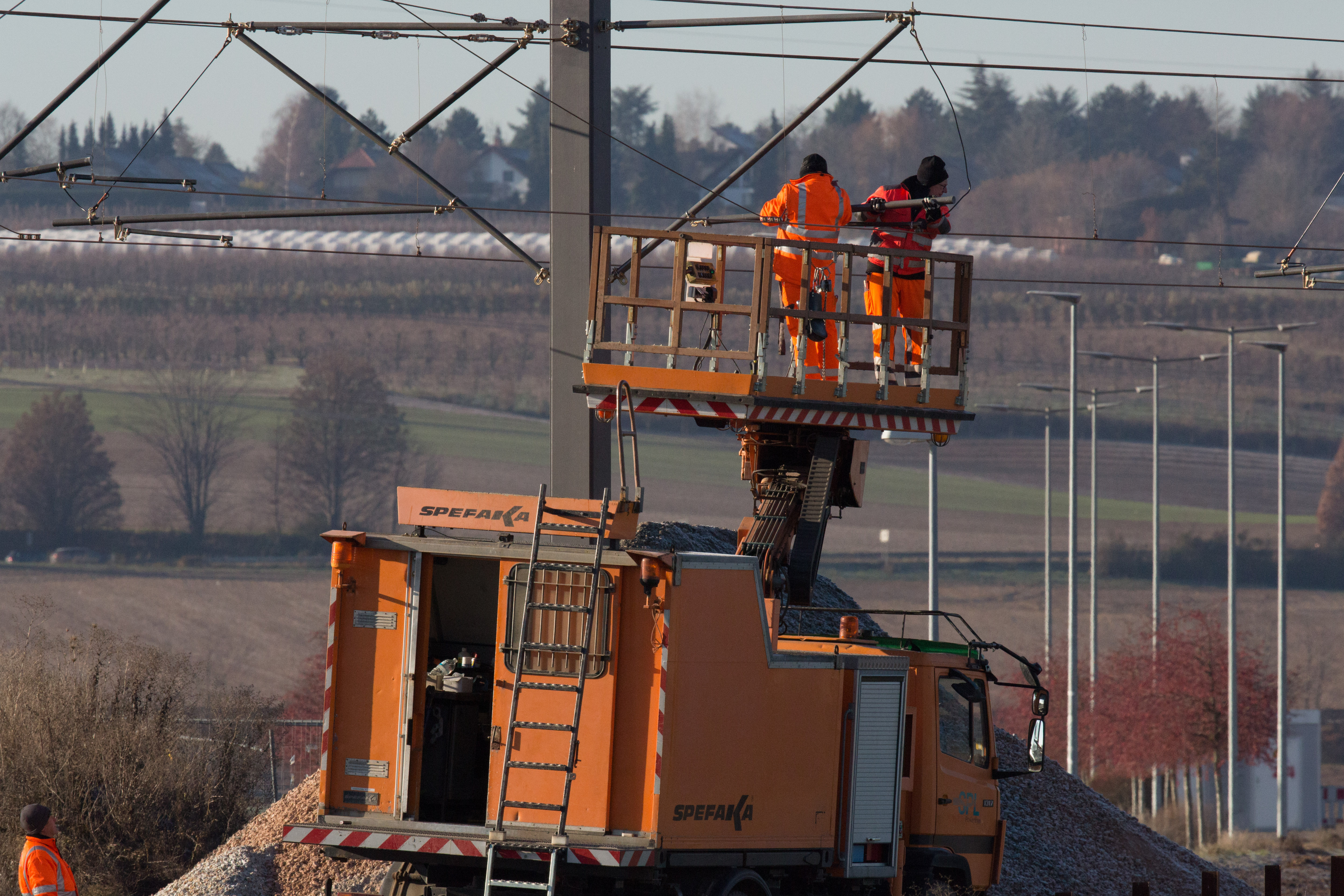

## 系統
2022年現在、マインツ市電は以下の5系統で運行している。
| 系統番号 | 起点                         | 終点                      | 備考                                                                                             |
| -------- | ---------------------------- | ------------------------- | ------------------------------------------------------------------------------------------------ |
| 50       | Hechtsheim/Bürgerhaus        | Finthen/Römerquelle       | [ 21 ]                                                                                           |
| 51       | Lerchenberg/Hindemithstraße  | Finthen/Poststraße        | [ 22 ]                                                                                           |
| 52       | Hechtsheim/Am Schinnergraben | Bretzenheim/Bahnstraße    | [ 23 ]                                                                                           |
| 53       | Lerchenberg/Hindemithstraße  | Hechtsheim/Bürgerhaus     | [ 24 ]                                                                                           |
| 59       | Hindemithstraße              | Zollhafen/I.-Reitz-Straße | 登校日の月曜-金曜日のみ運行 早朝の数便を除きHochschule Mainz - Zollhafen/I.-Reitz-Straße間を運行 |

## 車両

### M8C・M8S

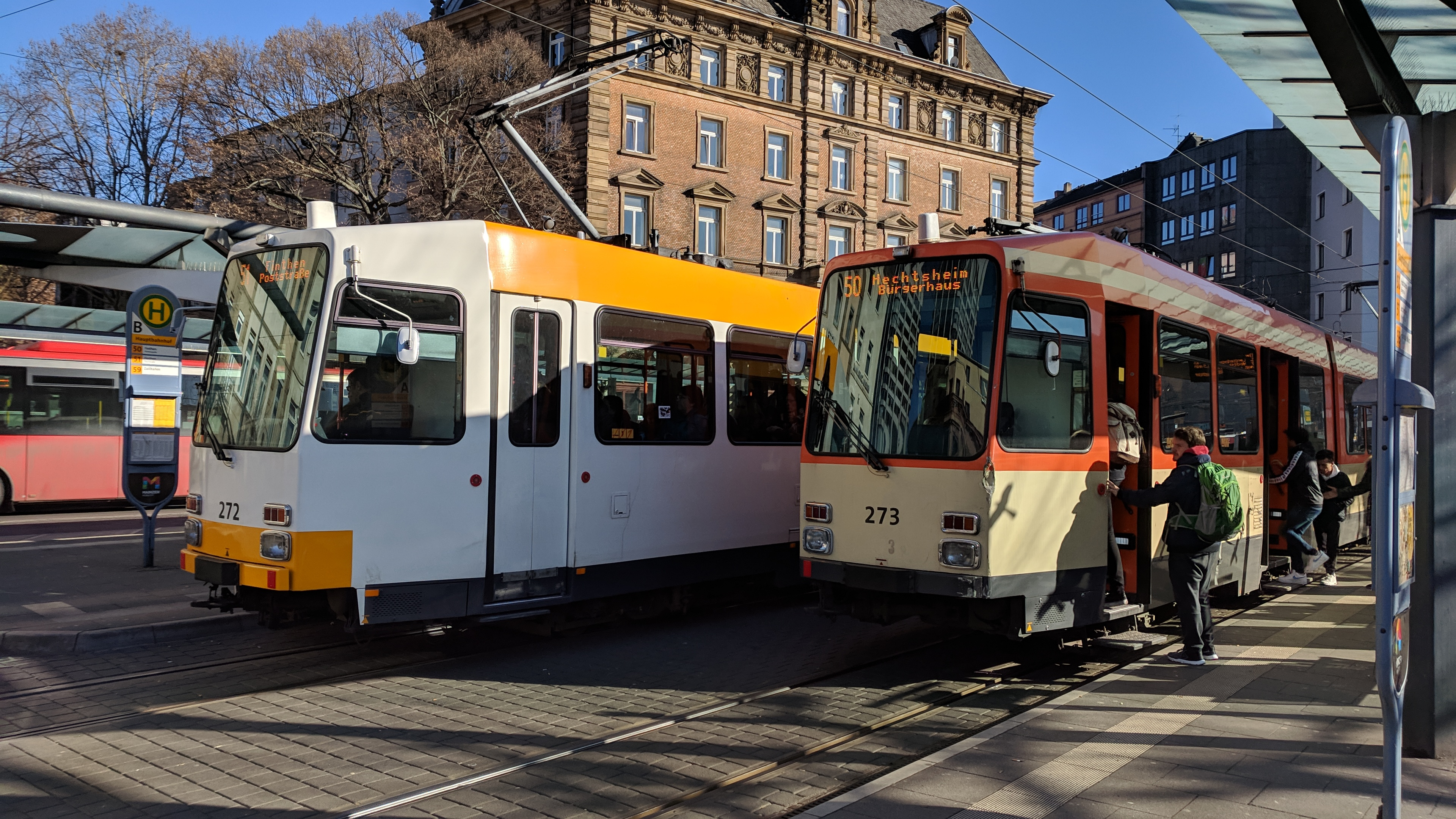
M8C（左：272、右：273）
（2019年撮影）

西ドイツ時代にデュッセルドルフ車両製造（デュワグ）によって開発された両運転台の3車体連接車。マインツ市電には1984年製のM8C（電機子チョッパ制御方式）と、1988年にビーレフェルト市電から譲渡されたM8S（1975年製、抵抗制御方式、電磁開閉器使用）が導入された。前者についてはマインツェル線開通による利用客増加に対応するために更新工事を受け2016年以降も6両全車（271 - 276）が在籍するが、後者については老朽化を理由に3両（278 - 280）が2016年に廃車され、同年以降は1両（277）のみが在籍する。また、これらの残存車両についても、2020年代後半以降新型車両の導入により置き換えられる事になっている。

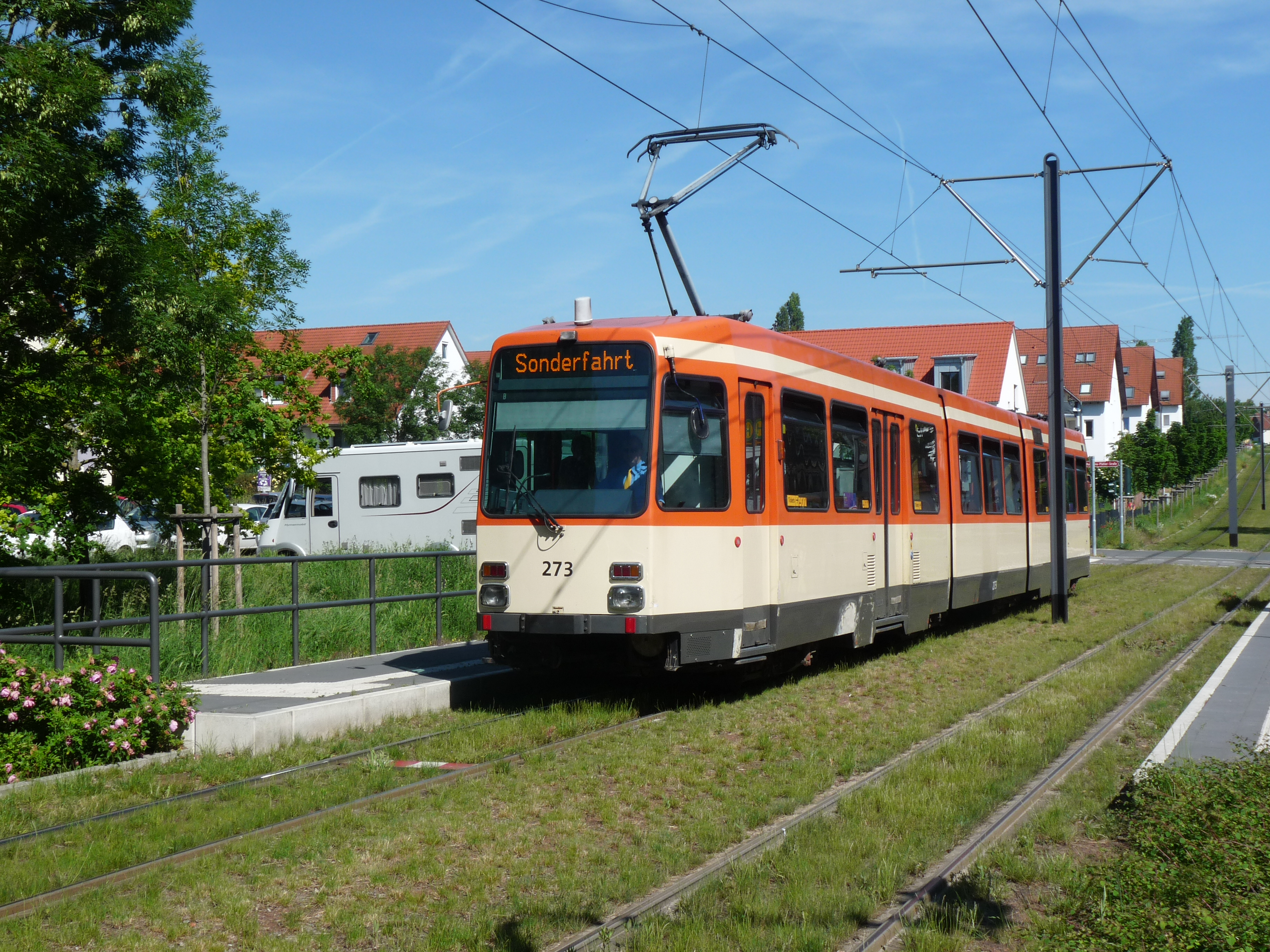
273（2009年撮影）
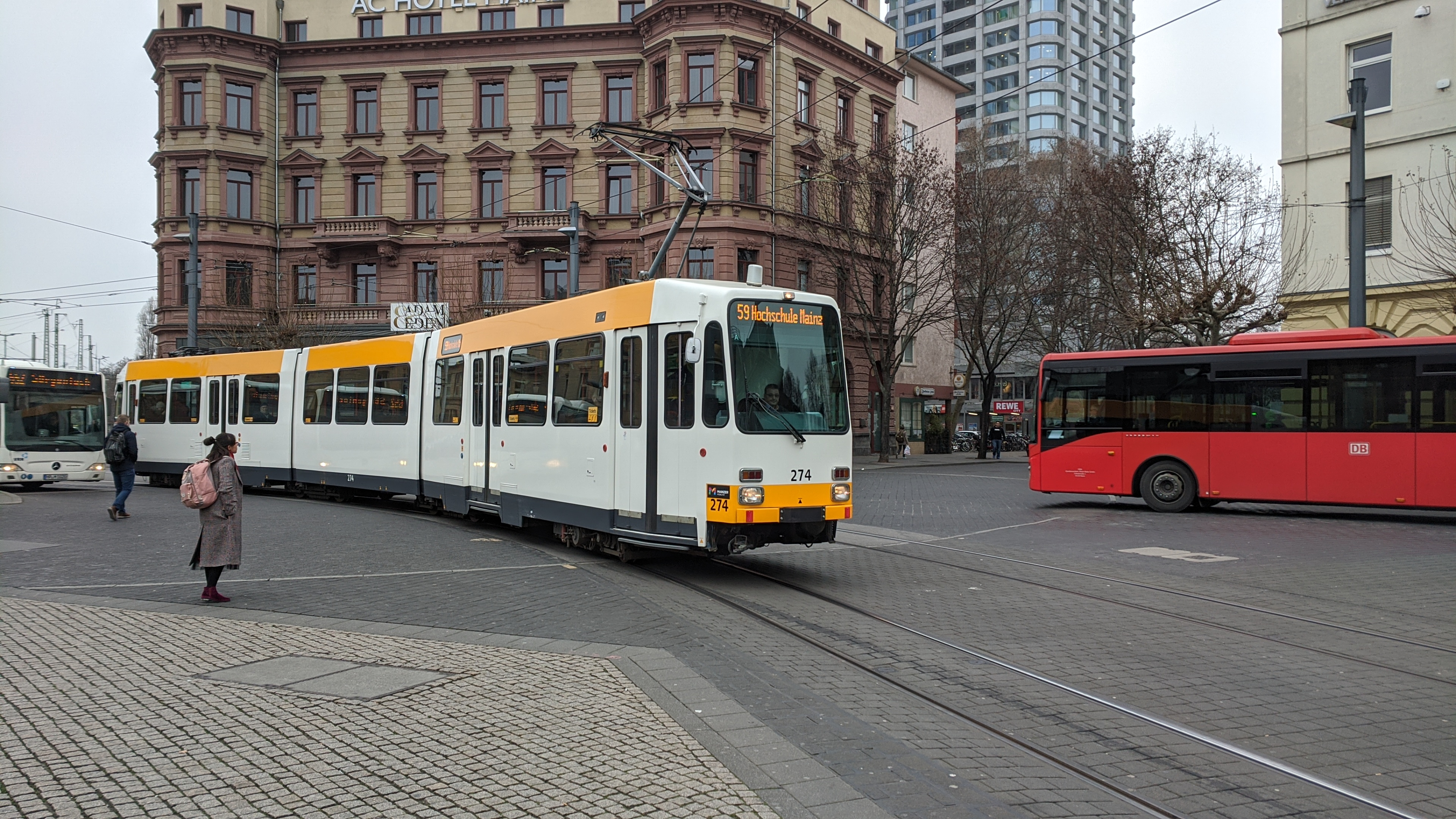
274（2020年撮影）

### GT6M

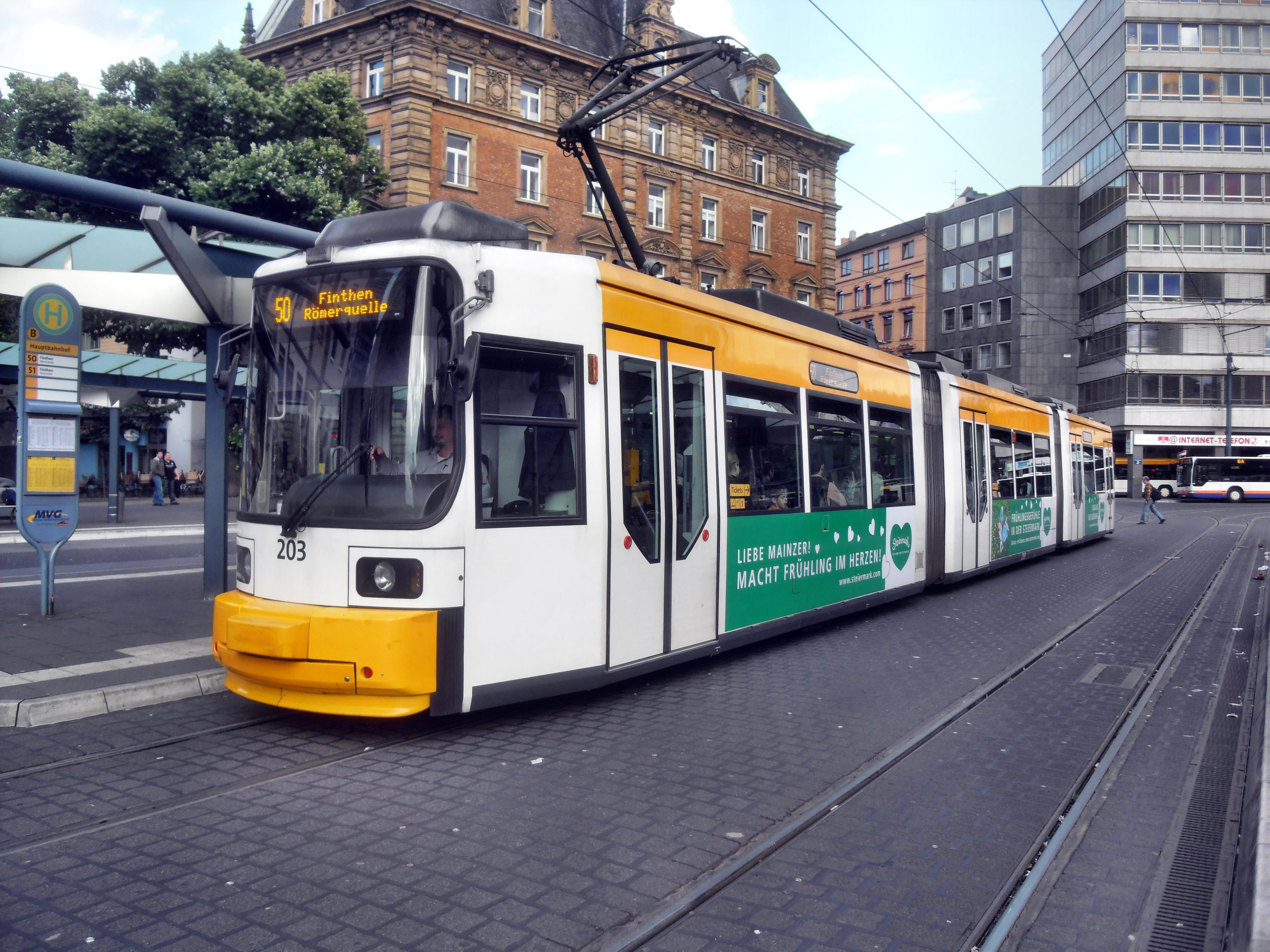
GT6M（203）
（2009年撮影）

日本ではブレーメン形とも呼ばれる、車内全体が低床構造となっている両運転台の3車体連接車で、GT6M-ZR形とも呼ばれる。マインツ市電初の超低床電車として、1996年に16両（201 - 216）が導入された。以降主力車両として使用されているが、2020年代後半以降新型車両への置き換えが予定されている。

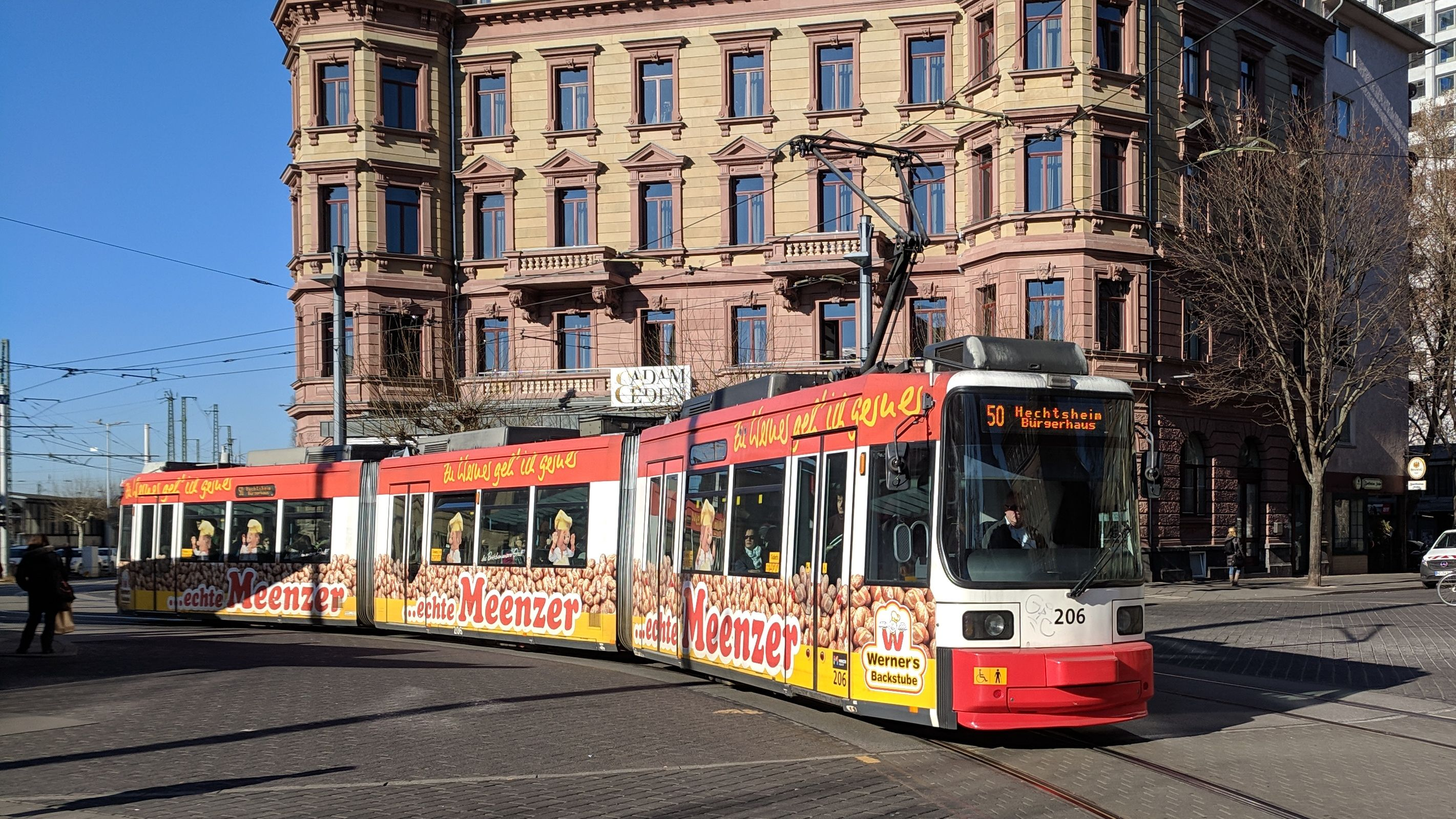
206（2019年撮影）
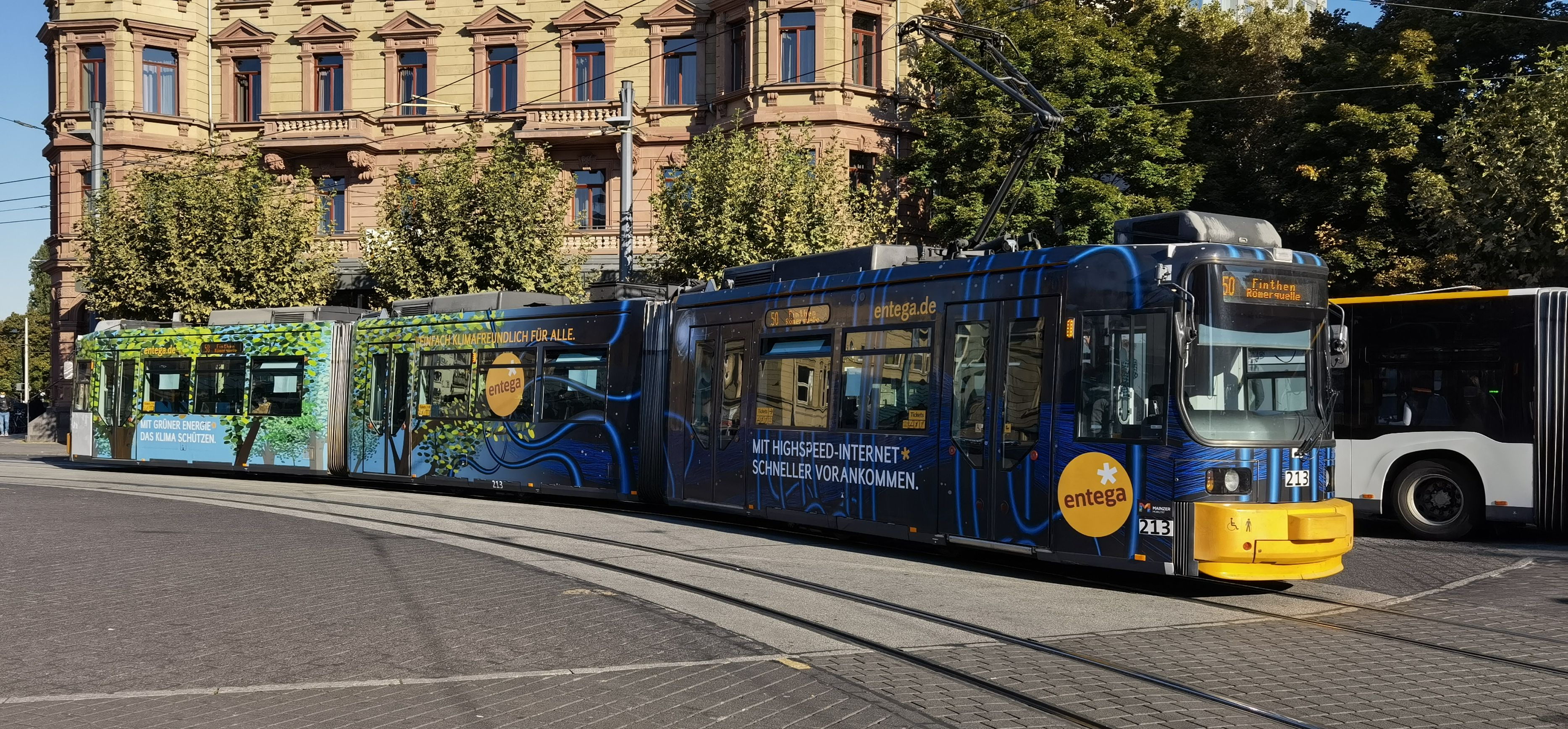
213（2021年撮影）

### バリオバーン

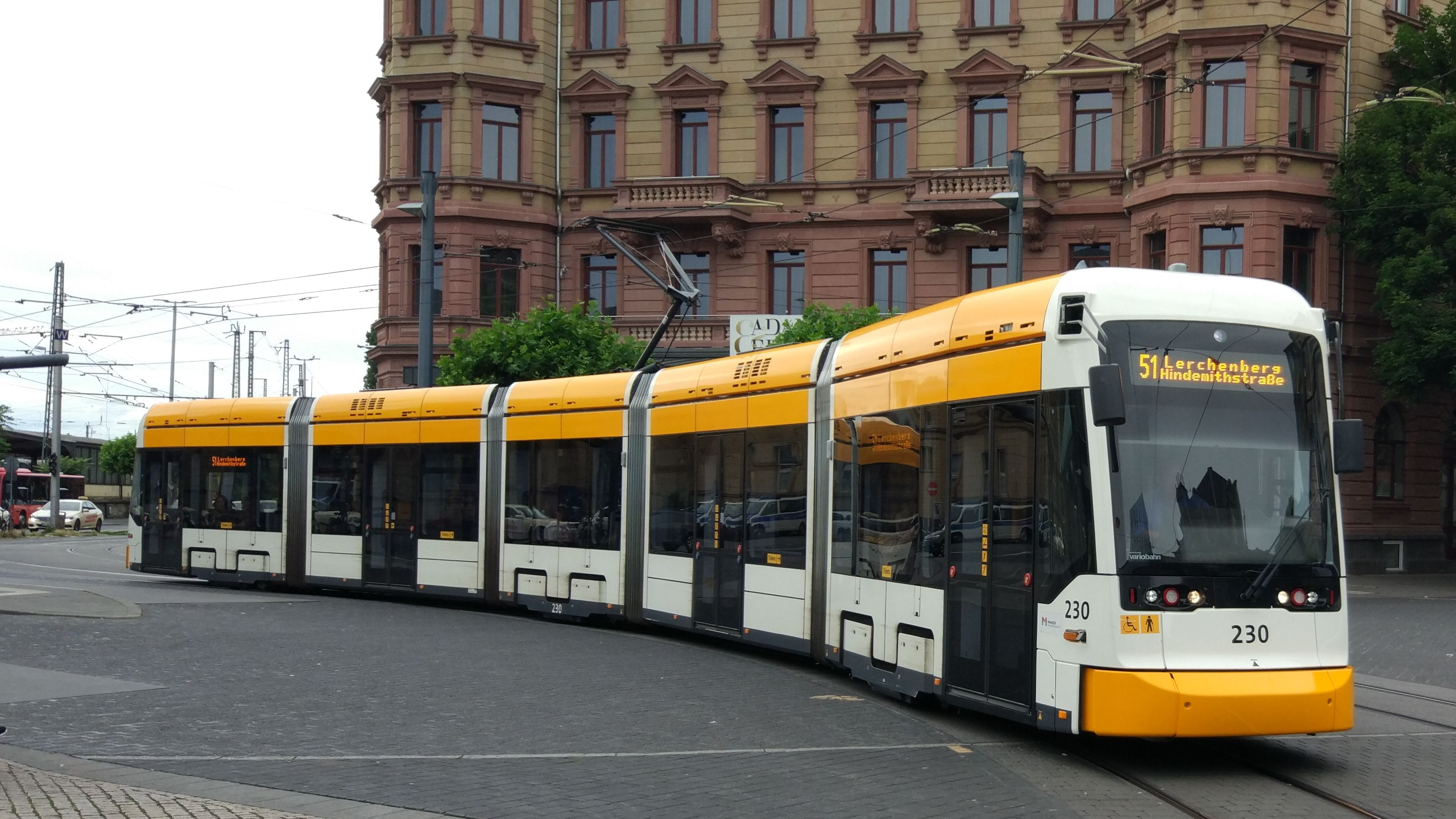
バリオバーン（230）
（2018年撮影）

シュタッドラー・レールが展開する超低床電車。マインツ市電に導入されたのは5車体連接車で2009年と2014年に発注が実施され、2011年12月から営業運転を開始した。2022年現在は19両（217 - 225、227 - 236）が在籍する。これらの車両は他の形式と異なり片運転台のため、折り返し用のループ線が存在しない52号線では使用されない。

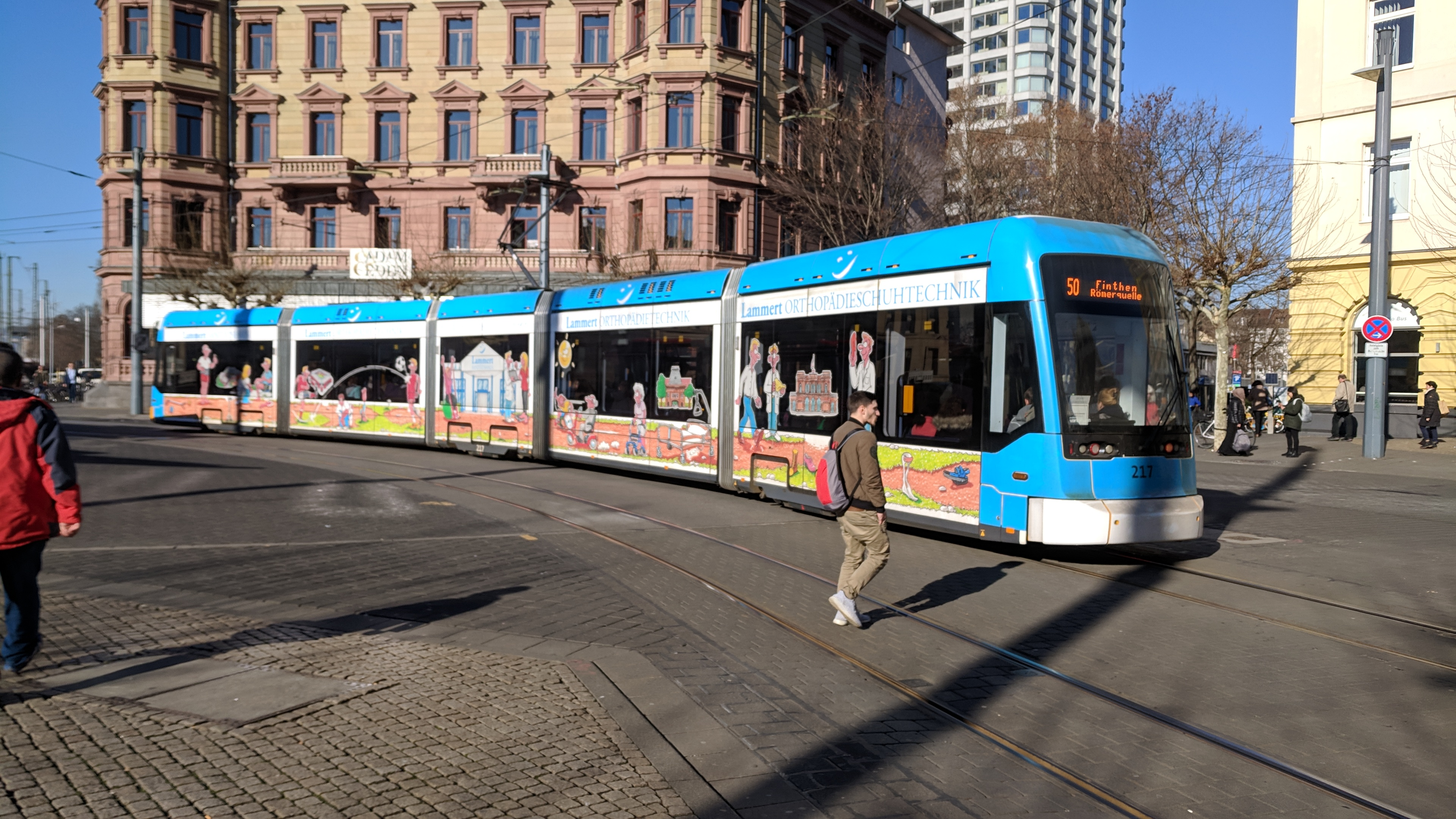
217（2019年撮影）
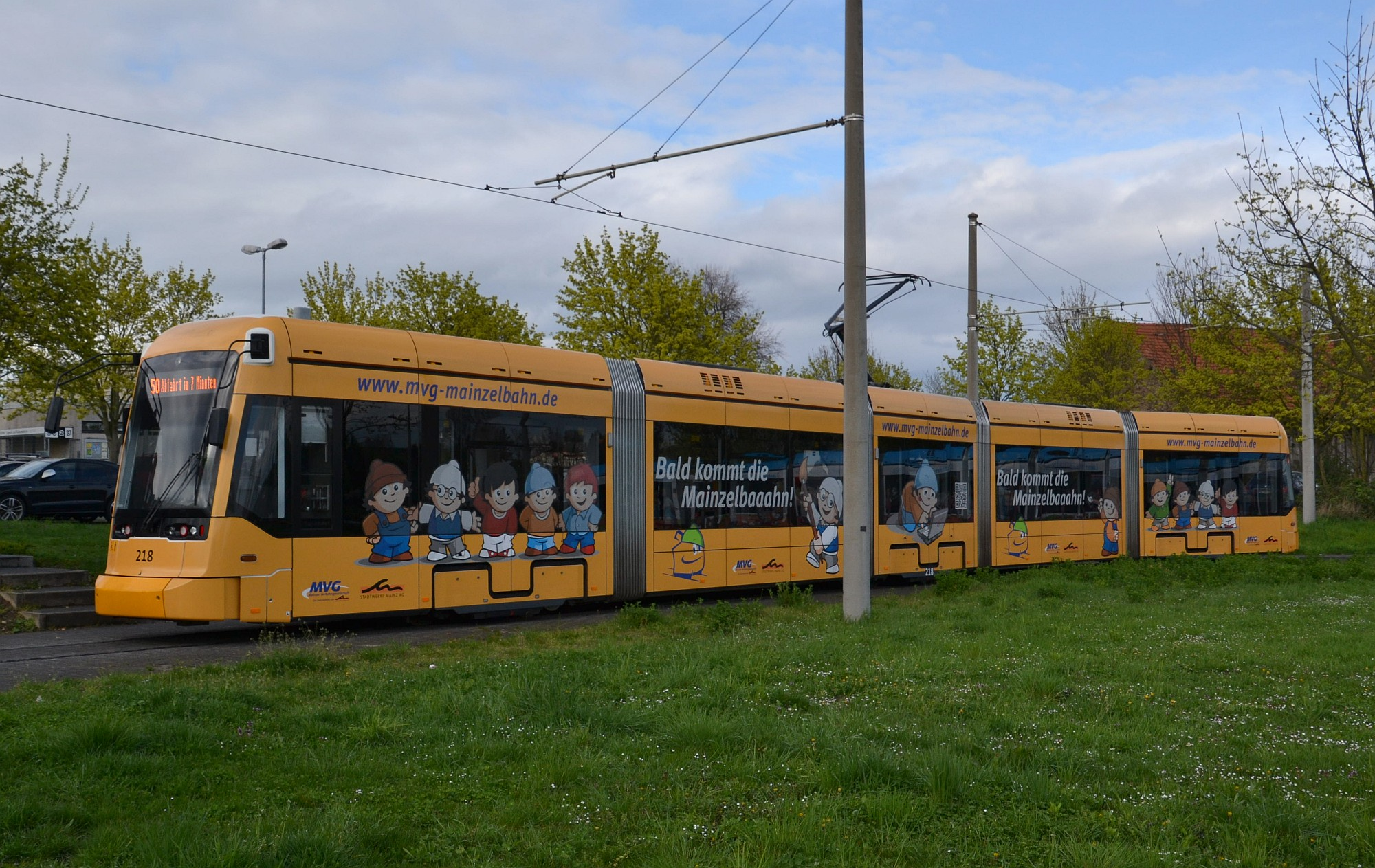
218（2016年撮影）
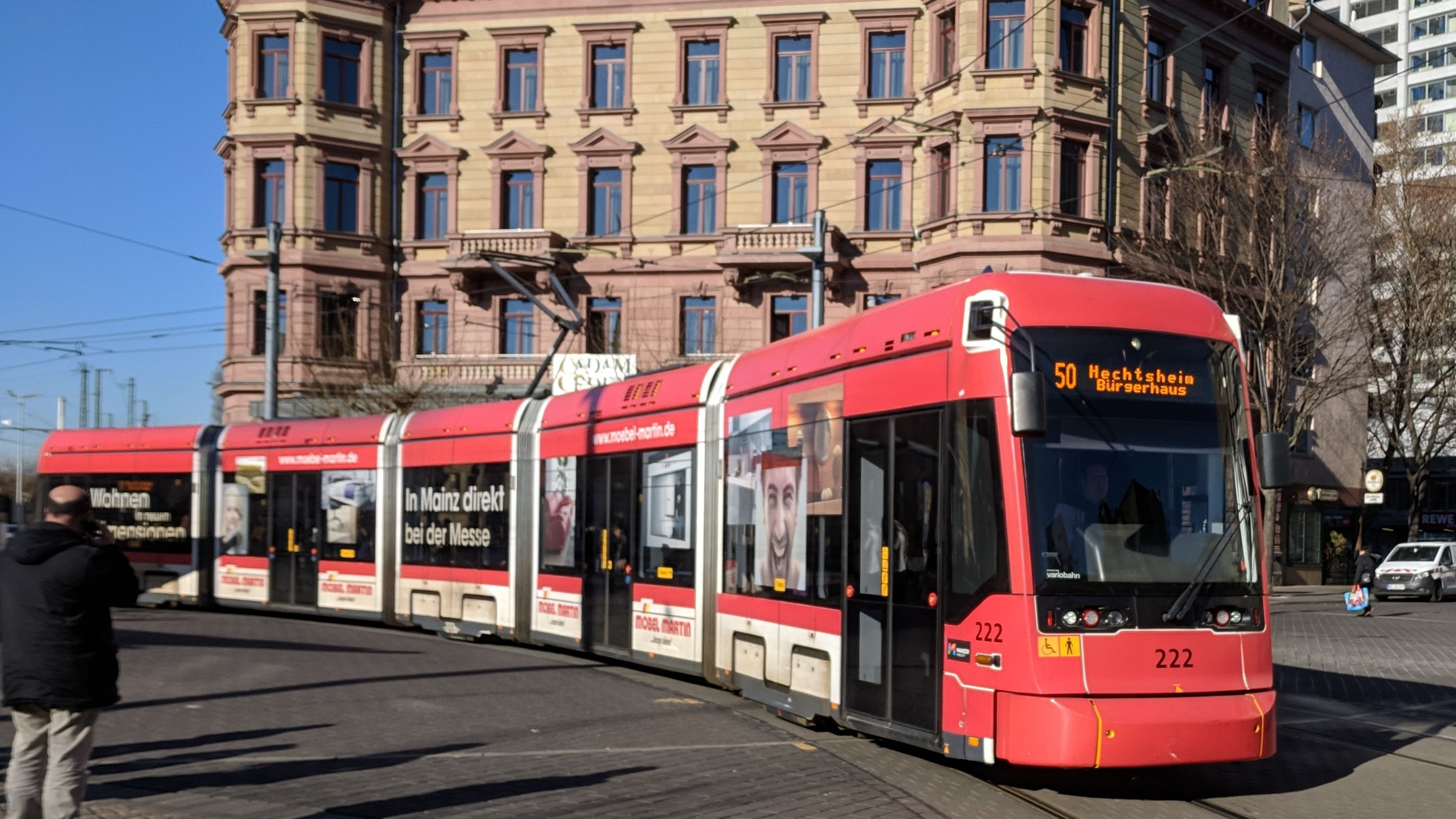
222（2019年撮影）

### 導入予定の車両
2025年5月、マインツ交通会社の親会社である市営企業のマインツ・シュタットウェルケはチェコのシュコダ・トランスポーテーションと契約を交わし、同社が展開を行う超低床電車の「フォアシティ・スマート」を導入する旨を発表した。これは、長期に渡って運用されていた旧型電車（M8C・M8S、GT6M）の置き換えや今後の延伸を見据えた輸送力増強を目的としたもので、全長43.5 m、総定員数258人（着席定員96人）の5車体連接車が導入される予定である。製造は2028年から2030年にかけて実施され、合計22両が納入される。

### 保存車両
マインツ市電では過去に使用された車両の一部を動態保存しており、マインツ路面電車友の会（Straßenbahnfreunde Mainz e.V.）が保存活動に携わっている。
- 93 - 1929年製の電動車（2軸車）。
- 97 - 1950年製の電動車（2軸車）。
- 226 - 1958年製の電動車（2車体連接車）。

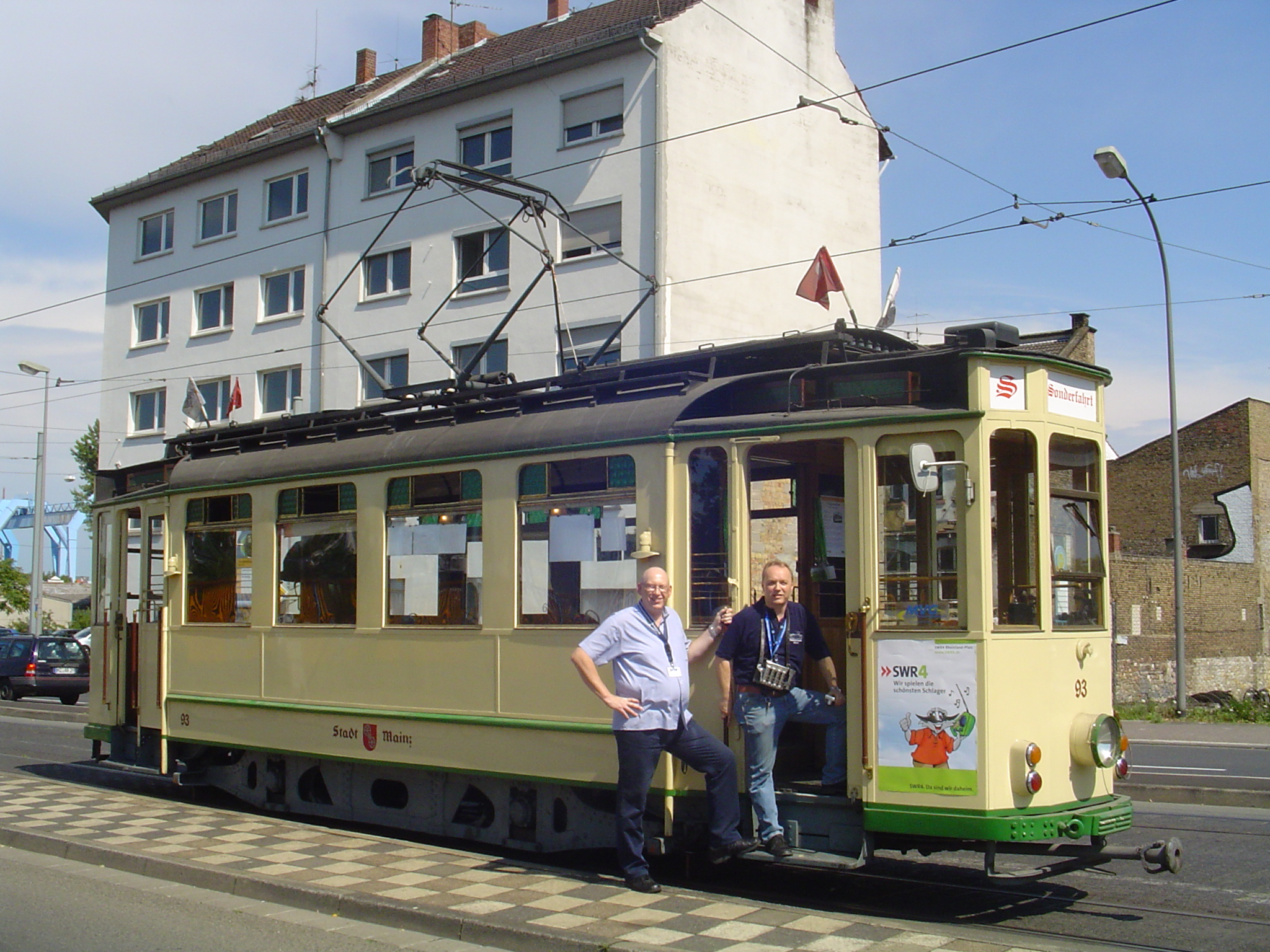
93（2007年撮影）
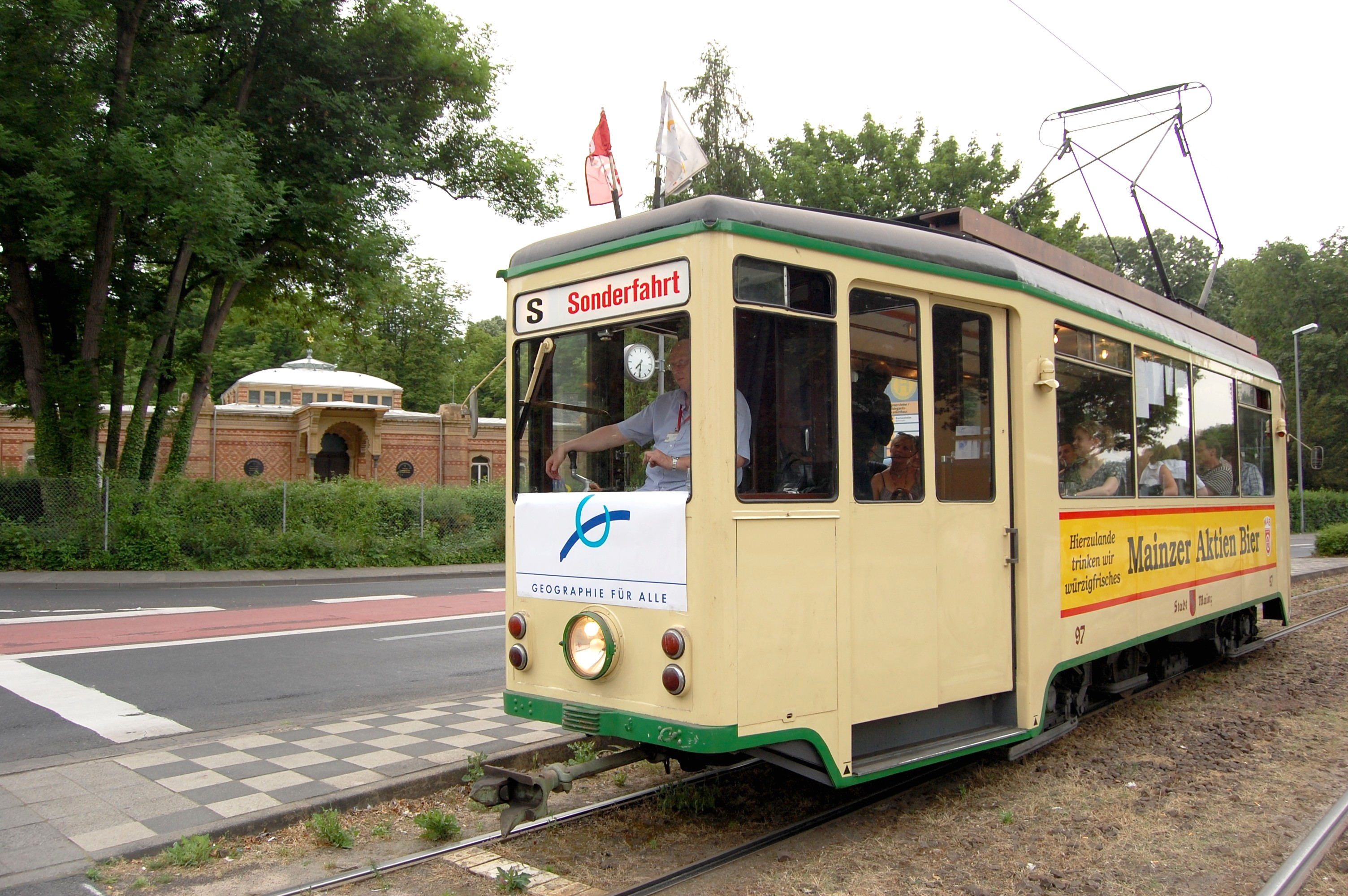
97（2007年撮影）